# Wehrheim
Wehrheim este o comună din landul Hessa, Germania.

## Personalități născute aici
- Johann Gött (1810 - 1888), tipograf, editor brașovean.

1. ↑  Alle politisch selbständigen Gemeinden mit ausgewählten Merkmalen am 31.12.2018 (4. Quartal) (în germană), Statistisches Bundesamt[*], arhivat din original la 10 martie 2019, accesat în 10 martie 2019